# リンゼイ・アン・ホーカー殺害事件
リンゼイ・アン・ホーカー殺害事件（リンゼイ・アン・ホーカーさつがいじけん）は、2007年（平成19年）3月26日に千葉県市川市において、英会話学校講師リンゼイ・アン・ホーカー（英表記：Lindsay Ann Hawker ・英国籍・当時22歳）が市橋 達也（いちはし たつや・当時28歳）によって殺害された殺人事件。なお、千葉県警察による正式な事件名は「市川市福栄における英国人女性殺人・死体遺棄事件」である。

## 事件の概要

### 事件発生
事件当日の2007年3月26日、被害者と同居していた女性から行方不明の相談を受けた千葉県船橋警察署の警察官が被害者宅を捜索。市橋達也の電話番号・メールアドレスと被害者の似顔絵を描いたと思われるメモを発見し、市橋達也宅の家宅捜索に急行した。
同日21時40分ごろ、千葉県市川市福栄二丁目の市橋宅（マンション4階）に、千葉県船橋警察署生活安全課・刑事課の署員数人が到着した。市橋は部屋から出てきてマンションの共用廊下で応対しようとした。捜査員が部屋に入ろうとすると、市橋は非常階段を駆け下りて同マンション裏の駐車場を経て東京メトロ東西線行徳駅方面に逃走した。予め逃走を防ぐ為に非常階段などにも捜査員が配置されていたが、取り逃がす結果となった。
千葉県警察本部刑事部捜査第一課は3月27日、千葉県行徳警察署に捜査本部を設置し、市橋について死体遺棄容疑で逮捕状を取って公開指名手配した。同日22時ごろ、市橋宅のベランダに置かれていた浴槽の内部で、全裸様の前傾座位で土に完全に埋められた被害者の遺体が発見された。
逃走後の市橋はしばらく近隣の住宅地の物陰に潜んでおり、そこで探索中の捜査員に発見されて一旦羽交い締めにされるが、ここでも逃走することに成功している。

### 事件直後の捜査
- 千葉県行徳警察署は、市橋逃走の翌日、警察犬を投入して臭覚追跡を行ったところ、東京メトロ行徳駅付近で警察犬が感知し得る市橋の臭気が途絶するとともに、同駅付近において市橋が着用していたと見られる衣類（靴下）が落下しているのを確認した。
- 捜査本部の捜査により、市橋と被害者の両名は被害者が所属していた英会話学校「NOVA」[8] のプログラムとは無関係な個人的レッスンに合意していたことが判明した。
- 市橋は両親が医師・歯科医師であり、医学部を目指したが4浪ののち千葉大学園芸学部緑地環境学科へ入学[8]、2005年3月に卒業した。大学では植物や公園のデザイン、建築について学んだが、卒業後は就職していなかった。当時、海外の大学院に進学するために、親所有の3DKマンションで月12万円の仕送りを受けながら英語の勉強をしていたが、試験に合格せず、事件直前、父親に仕送り停止を通告されていた[8]。
- 被害者のルームメイト（カナダ人）の証言によると、3月20日、市橋が千葉県市川市の東京メトロ行徳駅の改札前広場で被害者に声をかけ、その後被害者宅まで押しかけて、似顔絵を書く、メールアドレスを聞くなどした。その後数回のメールの交換を行い、3月25日に英会話レッスンを1回3500円でする約束をした。
- 3月25日午前9時には、市橋と被害者が英会話レッスンを行うために行徳駅前の喫茶店に来店した様子が監視カメラに映っている[6]。レッスンの終盤、市橋はレッスンの代金を忘れたことを明かし、2人はタクシーで市橋の自宅にお金を取りに行くために移動した。9時54分、自宅マンションのエレベーターの監視カメラに2人が映っているのが確認されている[6]。市橋宅に入ったところで被害者を押し倒し、結束バンドなどで拘束して暴行した[6]。その後取り外し可能な浴槽を和室に置き、被害者を入れて監禁した[6]。監禁中には、拘束を解くように要求する被害者を殴りつけるなどしている。24時ごろには、当時交際中の女性に1週間ほど会えないとメールで連絡している[6]。翌3月26日2～3時頃、手の拘束を解いて被害者が逃亡しようとしたため頚部を圧迫して窒息死させた[6]。被害者の死亡後、ホームセンターで、赤玉土56リットル、園芸土50リットル、シャベル1個、発酵促進脱臭剤2個、脱臭剤2個、苗木1本を購入している[6]。ベランダに浴槽と遺体を移動させて、購入した土を投入した[6]。捜査員が訪れたのは、その日の夜であった。
- 司法解剖の結果、死因は、頚部を圧迫したことによる窒息死と判断された[6]。頚部を圧迫されたために2箇所の舌骨骨折を伴っている。また右眼窩下と左頬部に、殴打痕とみられる皮下出血が確認された[6]。部屋のゴミ袋からは、市橋のDNAと一致する体液が入った避妊具が発見され、避妊具の外側には被害者の細胞が認められた[6]。

### 懸賞金による情報公開
捜査本部は、当初100人体制をとっていたが、のちに150人体制に捜査強化し、手配ポスターも3万枚余作成された。
後にこの事件は「公的懸賞金制度」の適用を受け、捜査特別報奨金の上限を100万円として、別の4事件とともに懸賞金が掲出された。これを受け、同年6月29日、被害者遺族が駐日英国大使館において記者会見を開催し、市橋逮捕とその契機となる情報提供を広く訴求するとともに、新たに製作された手配ポスター約6000枚を配布し、その後も市橋の捜索に関してしばしばコメントを寄せた。のちに、報奨金額は1000万円まで引き上げられた。
2008年（平成20年）3月13日、捜査本部は、市橋が茶髪で眼鏡をかけた姿と女装姿の2つのイメージ画像を掲載した手配ポスターを新たに公開し、A3版を約4000枚掲示するとともに、A4判チラシ約3万枚をホテルや駅などで配布した。さらに2008年3月18日には、市橋が記した被害者の似顔絵つきのメモと、市橋の遺留品であるリュックサックや靴・靴下の写真を公開している。
2008年10月24日、イギリス紙『タイムズ』が「日本の警察は市橋が自殺したと断定した」という記事を掲載したが、同日、佐藤勉国家公安委員会委員長が記者会見席上で市橋自殺について否定した。

## 被害者の家族の活動
被害者の家族は、単独あるいはイギリスのマスコミと一緒に何度も訪日し、事件現場へ慰霊に通ったり、駅でのビラ配りを行い市橋逮捕への協力を訴えた。2007年6月27日には専用サイトを立ち上げ、市橋の顔を印刷したTシャツをネット販売するとともに、事件の風化を防ぐため繰り返しマスコミへの出演を行った。
捜査協力はあらゆる方面に及び、イギリスのメディア『Mail Online』は、父親が日本のマフィア、つまりヤクザにも接触し、市橋探しの捜査を依頼していたと報道した。
当時のグレアム・フライ駐日英大使も2007年4月1日、東京都内で記者会見を行い、市橋逮捕への協力を求め、家族の活動を支援した。テレビ朝日『奇跡の扉 TVのチカラ』（2007年6月30日放送）において特別番組が編成され、来日中の被害者両親も出演して、日本国内に広く情報提供を求めた。

## 加害者の逃避行
逃走初日
市橋は逃走開始直後に靴と靴下、上着を紛失したが、ゴミ捨て場からサンダルと上着を入手した。所持金は5万円程度であった。自家用車を所有する当時交際中であった女性に公衆電話から連絡を取り、共に逃亡すべく依頼を試みるが、女性が通話中だったため実現しなかった。
逃走初日のうちに放置自転車や電車を利用して、市川市の自宅から上野経由で秋葉原まで移動し、途中立ち寄った東京大学医学部附属病院の障害者用トイレで、人相を変えるために鼻翼を左右から縫い縮める自己整形手術を行っている。後に自らカッターナイフでほくろを切り落とし、下唇を小さくするためにハサミで切っている。
北関東～静岡～青森～大阪へ
その後は埼玉県・群馬県・茨城県などの北関東周辺を放浪し、静岡県熱海市を経て駿河湾付近まで南下した後に青森県まで北上することを決める。事件前に福岡県の知人宛てに近々遊びに行く旨のメールを送信しており、パソコンの記録解析によって南方への逃亡が察知される危険性を考えた行動であった。
東京から新潟県を経て青森まで移動したが、青森駅前公園で1週間ほどの寝泊りを経て青森の経済状況が芳しくないと感じ、働いて生活するために大阪市西成区の公共職業安定所を訪れた。ここでは職に就くことはなく、すぐに岡山県を経由して四国に移動した。
四国～鹿児島～沖縄へ
四国では香川県高松市から徳島県～高知県～愛媛県と遍路道を歩いた。これには贖罪の意味があったとしている。一方で「逮捕されればさらしものになる」「指名手配されると、自首しても刑は軽減されない」として、自主的な出頭は考えていなかった。お遍路の先々では手配写真が掲載されており、このままでは逮捕まで時間の問題と考え、無人島での生活を考え始める。高知の図書館で無人島について調べ、滞在地として沖縄県のオーハ島を選択した。お遍路を途中で止め、松山港からフェリーで別府港に移動し、その後鹿児島県を経て沖縄に渡った。
住み込み労働
初回のオーハ島渡航は、準備不足により1週間ほどで頓挫した。資金が尽きた市橋は、沖縄本島の建設現場で偽名で働き金を稼いだ。この沖縄での経験で、市橋はオーハ島と大阪での住み込み労働を繰り返す生活スタイルを考案した。住み込みでの仕事は解体現場や建設場を選んだ。他にも船に乗る仕事や、風俗に女性を派遣する仕事などをしないかと誘われたが、いずれも市橋は断っている。
勤務態度は良好であったが、宿舎付近で警察らしき車両を発見すると、身近に捜査が及んでいるのではと疑い、所持物を部屋に残したまま逃げ出すことを繰り返した。2008年春には自宅の近隣に所在し、卒業論文のテーマであった東京ディズニーランドを訪れている。
住み込み労働で得た貯金で、2009年10月23日・24日に名古屋の形成外科にて眉間の形成手術を受けた。この手術がのちに逮捕に繋がることになる。
無人島暮らし
市橋は、逃亡中に沖縄県島尻郡久米島町のオーハ島を4回訪れており、最長で3ヶ月ほど滞在した。最初の滞在では海岸近くの岩場に潜伏していたが、2回目以降の滞在は海岸近くのコンクリートブロック造りの小屋に移動した。オーハ島はダイビングスポットや海水浴としては人気があったが、当時居住していたのは70歳代の男性が1人であった。
隣の久米島で仕事を探したが適当な仕事がなく、自給自足の生活をしていた。最初の滞在は準備不足で魚釣りも満足にできず食料調達に失敗し1週間で頓挫した。オーハ島から沖縄本島に戻る際、フェリー代金が足りずキセルをして職員に捕まっているが、事件の市橋とは察知されず放免されている。
2回目以降の滞在では図書館でサバイバルに関して調査し、魚や蛇・ヤシガニを食べたり、野菜を栽培するなどして生活した。飲料水は奥武島に泳いで渡り、1週間分の飲料水をペットボトルに詰めて持ち帰るなどした。燃料となる薪は流木が豊富に得られたので困ることはなかった。
フェリー乗船により逮捕
逮捕されたときも、この島を目指して移動途中であった。初公判で市橋は、もはや逃げ切れないと思い、オーハ島の小屋で死のうと思っていたと供述した。2011年1月23日千葉県警は捜査員を派遣して、小屋の残留物を証拠品として押収した。

## 逮捕
美容形成外科からの通報
2009年（平成21年）11月5日、名古屋市内の美容形成外科医院が、過去に美容形成術を行った患者カルテの顔写真を整理中、男性には稀なほくろ除去を不審に感じ報道された市橋との一致部分を確認し、病院スタッフが通報した。県警は骨格などから市橋と断定。顔写真を公開した。市橋はすでに整形していて、一重だったまぶたが二重になっているほか、鼻は高くなり、下唇は薄くなっていた。新たに公開された指名手配の顔写真は同院提供の顔写真に差替えられた。なお、同院は、手術前にすでに市橋が顔を整形していたため、実際の施術にあたって気付かなかったとしている。
建設会社からの通報
手術後の新たな指名手配の報道を見て、同年10月頃まで大阪府茨木市の建設会社で同市橋が住込みの土木作業員に従事していたとして、雇用主の建設会社が警察当局に通報した。2008年2月29日から6月26日の間、「井上康介」という偽名を用い神戸市の建設会社で勤務し、8月20日から10月10日までは大阪府茨木市内の建設会社で勤務した。ともに会社の寮で生活していたが、無断で退去していた。なお、同建設会社は市橋を雇用する際、あいりん地区に社有車を派遣して求職者を募集し、その場で雇用したという経緯から、当初は同事件の市橋であるとは気付かなかったとしている。
イギリスの被害者両親にも市橋発見の報道は届いたが、既に建設会社を出奔した後だったので、日本警察への不信感はより強まる結果になったと家族は述べている。市橋は福岡のホテルで滞在中にその報道を知った。身を隠すべくオーハ島（後述）を目指し、鹿児島まで移動したが、警察の警備を恐れて神戸出発のフェリーで沖縄へ移動することを選択した。この過程で警察官より職務質問を受けるが、逃走に成功している。
フェリー乗り場からの通報
同年11月10日、神戸市東灘区の六甲船客ターミナルにおいて、同社従業員が、沖縄行き航路に搭乗途中の乗客の中に、市橋に似た不審な男性を発見した。当日は、神戸発・沖縄行きの航路は欠航であったため、同日も同航路に就航していた大阪南港発の沖縄行き便を案内すると、市橋と思われる人物が乗船のため大阪南港に向かう旨の発言をしたことから、不審に思った同港担当者は警察当局ならびに大阪南港担当者に通報。
大阪南港フェリーターミナルに先回りし待機していた警察官により身柄を確保される。移送された大阪府住之江警察署において同事件容疑で逮捕、さらに東海道新幹線を経由して千葉県行徳警察署に移送された。市橋が到着した東京駅は一時騒然となった。市橋が逮捕された2009年11月10日は、俳優森繁久彌逝去と報道日時が重なったこともあり、当日夜のニュース番組の視聴率は軒並み20%を超えた。
起訴
同年12月2日、千葉地方検察庁は死体遺棄罪で市橋を起訴。同年12月3日、現場に残された精液が市橋のDNAと一致したことから、行徳警察署は、殺人ならびに強姦致死容疑で再逮捕し、同年12月4日付、千葉地検に送致した。
市橋は逮捕後数日間にわたり絶食していたが、同年12月24日に初めて食事をとり、以後は毎日食事をとっている。取調べに対しては、逮捕初期には黙秘を続けるも、食事摂取開始に前後して具体的な供述を開始した。
千葉地検は同年12月23日、殺人と強姦致死の罪で市橋を追起訴した。裁判員裁判で審理される。

## 逃亡記録手記の出版
市橋は、逃亡生活の様子や心境などをまとめた手記「逮捕されるまで―空白の2年7カ月の記録」を、2011年（平成23年）1月26日に幻冬舎から出版し、手記による収入はすべて遺族への弁済に充てるとした。接見はできないため、間接的な原稿のやりとりだったが、編集担当者は「（被告の）観察眼、感性の豊かさを感じた」と話している。
英国の遺族は「裁判の前に、こうした本を書くことが許されるのか。強い嫌悪感を抱いており、傷つけられた。私たちが求めているのは公正な処罰だけだ」と話した。
2011年7月までに印税は1100万円となり、市橋は税引き後の912万円を遺族に渡したいとしたが、被害者の両親は「娘を殺したことをネタに金儲けをしている」として、1銭たりとも受け取らない立場を千葉地裁で明らかにした。手記には遺族が受け取らない場合は、印税を公益に代えるように記載されている。

## 裁判
千葉地方裁判所における初公判は2011年7月4日。起訴状の公訴事実は、殺人罪・強姦致死罪・死体遺棄罪。被害者の両親と姉妹の計4人が被害者参加制度を利用して裁判に参加した。検察側は市橋が事件の発覚を恐れて殺害に至ったとしたのに対し、弁護側は強姦と監禁、死に至らせた事実は認めたものの、殺意については否認し、殺人罪と強姦致死罪ではなく、傷害致死罪と強姦罪だと主張した。
検察側は、市橋は非常に強い力で3分以上に頚部を絞めており殺意は明らかで、蘇生措置をしたというのは被害者の肋骨に損傷がないことから信用できないと主張した。千葉地検は「市橋には前科がなく、犠牲者が1人のことから死刑は躊躇せざるを得ない」として、同年7月12日に無期懲役を求刑した。

### 供述内容及び弁護団発表
- 殺意はなかったが、結果的にリンゼイさんを死なせてしまった。その責任は取るつもりだ[28]
- 暴行目的で連れてきたのではなく、あくまでレッスン料を渡すために家に連れてきた[6]
- 口をふさいだ時髪の毛が絡まったので切ったら怒られた
- 浴槽を和室に持ち込んでその中に入れた、毛布をかけてあげた（フジテレビ再現）
- 英会話をしたりキング牧師の演説をネットで聞いたりジュースを飲んだりした
- 拘束を一時解くこともあった
- 人工呼吸をした[6]

### 第一審（千葉地裁）
2011年7月21日、千葉地裁（堀田真哉裁判長）は検察側の求刑通り、市橋に無期懲役の判決を言い渡した。検察の主張する殺人罪と死体遺棄罪は認定したが、「首の圧迫は強姦後に相当の時間が経った後で、時間的に接着していない」として強姦致死罪ではなく、弁護側が主張する強姦罪にとどまるとした。また、「計画性がなく、更生可能性がないとはいえない」と無期懲役とした理由を説明した。判決に対し、被害者の遺族は「4年半、リンゼイのために正義が下される日を待っていた。今日、それに到達できた。とても満足している」とコメントした。

### 控訴審（東京高裁）
上記の一審判決に対し、弁護側は強く反発。事実認定の誤りと量刑不当を理由に、8月2日に東京高等裁判所に控訴した。弁護団と接見した市橋は「自分の言っていることは事実である。どうして信頼できないと言われるのか」と不満げな様子だったという。
2012年（平成24年）3月15日、東京高裁（飯田喜信裁判長）で控訴審初公判が開かれ、弁護側が殺意を否認し「有期刑（懲役20 - 30年）が妥当」とする旨の弁論を行った一方、検察側は一審の無期懲役判決を維持して控訴を棄却するよう求める陳述を行い、控訴審は即日結審した。
同年4月11日、東京高裁（飯田喜信裁判長）は「被告人に真摯な悔恨が見られない」などとして、弁護側の控訴を棄却（第一審判決を支持）する判決を言い渡した。
同年4月25日の上告期限まで検察・弁護側双方が上告せず、判決が確定。市橋は2023年（令和5年）時点で、長野刑務所に服役していることが報じられている。

## その他
窃盗事件
2004年に市橋は行徳駅前の漫画喫茶店内で、男性会社員のズボンの後ろポケットから落ちた現金約1万円入りの財布を盗んだが、気づいた男性に取り押さえられ、逮捕されて14日間身柄を拘束された。この事件は後に不起訴となる。この逮捕勾留時にもハンガーストライキを行なった。
ファンクラブ
市橋逮捕時直後には、市橋を「イッチー」と呼び、ファンクラブを標榜するmixiコミュニティの作成、そこへ参加する女性（市橋ギャル）が多数出現し、そのモラル面について批判が相次いだ（2ちゃんねるでも批判の対象となった）。ファンクラブを非難するコミュニティも作成され、個別のユーザーが攻撃され退会者が多数出る事態も発生した。
作成者や参加者は裁判員制度の導入で馴染み深くなった「無罪推定の原則」を持ち出し支援の正当性を主張した。このような、女性が被疑者や犯罪者との結びつきを求める現象は、オウム真理教事件（上祐ギャル）や附属池田小事件（この事件の犯人として処刑された男と獄中結婚した女性がいる）などでも見られた。
犯罪心理学者で聖学院大学客員教授の作田明は「被疑者への同情、共感というのは昔からあることで珍しいことではないが、ネットというツールの登場で、手軽に応援ができ、数が増えている印象がある」「リスクもあるマイノリティーの行動だが、それゆえに彼女らはヒロインという存在になることができ、陶酔している面があると思う。また、社会運動がしづらい世の中で、人々が反社会的な犯罪者に共感することもあるのではないか」と述べた。
ジャーナリストの大谷昭宏は「バーチャルの世界で自分自身が傷つかず、被害者の心情を考える想像性が欠如しているのだと思う」「市橋容疑者が事件について何も言っていないため、彼が無機質な存在となり、彼女らは勝手な空想を膨らませているのだろう。現実が語られだしたら、生身の汗臭い男と同じ。ひいていくのではないか」と述べた。
TBS社員逮捕
市橋が送検される際、TBSテレビ情報制作局所属のディレクターが、送検される市橋を撮影すべく、規制線を乗り越え、制止した警察官を突き飛ばして怪我をさせ、移送車両に突進して窓ガラスを数回叩いたとして、公務執行妨害の現行犯で逮捕された。「男は取り押さえられた後も抵抗していた」との証言もある。この時他のカメラマンも車両に駆け寄り大混乱となったほか、日本経済新聞社のカメラマンも後ろから何者かに押され、右手指の骨にひびが入る怪我をしている。逮捕された人物は「いい画像を撮りたかった。お騒がせして大変申し訳ない」と供述し、同日夕方に釈放された。
裁判費用募金の呼びかけ
大学時代の部活（空手同好会）顧問だった千葉大学大学院名誉教授の本山直樹が「適正な裁判を受けさせる会」を立ち上げ、市橋の自首と募金を呼びかけた。マスコミ報道で大きく報じられたことに胸を痛め、あくまでも適正な裁判を受けさせ社会復帰への道を、という元教授としての愛情からである。罪状が死体遺棄から強姦致死・殺人へと大きく変わり、国選弁護士として引き続き弁護していくためには費用の面で難しいことを支援の理由に挙げている。募金の合計金額は2011年7月までに340万円に達したが、発足以来いたずら電話や通販を利用した悪質な嫌がらせが300回以上継続していることを法廷で明らかにした。市橋はこのことについて、逃亡中は認識していなかった。
市橋を雇用した建設会社
建設会社での勤務態度は比較的良好であったが、帽子などで顔を隠す、社内の催しに参加を渋るという態度が見られた。
謝罪文
逮捕された市橋は、イギリスの被害者家族に向けて英語と日本語で手書きの4ページの謝罪文を送ったが、被害者家族は裁判対策だとして受け取りを拒否した。謝罪文はタイムズ2010年（平成22年）10月5日付で、その一部の文章を掲載して報じられた。
報奨金の支払い
警察庁は市橋の逮捕に協力したとして4人に報奨金計1千万を支払うことを決めた。捜査特別報奨金制度が2007年4月に設けられて以降、初の支払いとなる。同庁によると、1千万円は逮捕への貢献度に応じて分配される。
逃亡生活の映画化
市橋の手記をもとに逃亡生活を題材とした映画「I am ICHIHASHI 逮捕されるまで」がディーン・フジオカ監督・主演で2013年に製作された。
中国におけるデマ
本件とはまったく無関係であるが、2012年9月に中国で発生した反日デモの際、中国のネット上で「中国語を学ぶ日本人留学生2名が略奪や破壊など暴動を扇動し、逮捕された」との情報が飛び交い、微博 (Weibo) には「日本人2名」の顔写真が掲載された。だがこの写真は、市橋の指名手配写真と、逮捕後に公開された写真であった。

### 弁護団
- 弁護団長　菅野泰氏（千葉市民協同法律事務所）
- 秋元理匡氏（千葉第一法律事務所）

他4名

## 関連書籍
- 市橋達也『逮捕されるまで ―空白の2年7カ月の記録―』（幻冬舎、2011年1月26日出版、ISBN 9784344019416） - 市橋が自ら逃亡生活の様子や心境などをまとめた手記